# Kuusisaari (ö i Norra Karelen, Mellersta Karelen)
Kuusisaari är en ö i Finland. Den ligger i sjön Villasenjärvi och i kommunen Kides i den ekonomiska regionen  Mellersta Karelens ekonomiska region  och landskapet Norra Karelen, i den sydöstra delen av landet, 300 km nordost om huvudstaden Helsingfors. Öns area är 9,4 hektar och dess största längd är 0,7 kilometer i öst-västlig riktning.